# Tangara flamboyant
Ramphocelus flammigerus
Espèce
Statut de conservation UICN

 LC  : Préoccupation mineure
Le Tangara flamboyant (Ramphocelus flammigerus) est une espèce de passereaux appartenant à la famille des Thraupidae.

## Répartition
Il vit en Colombie (vallée du Cauca).

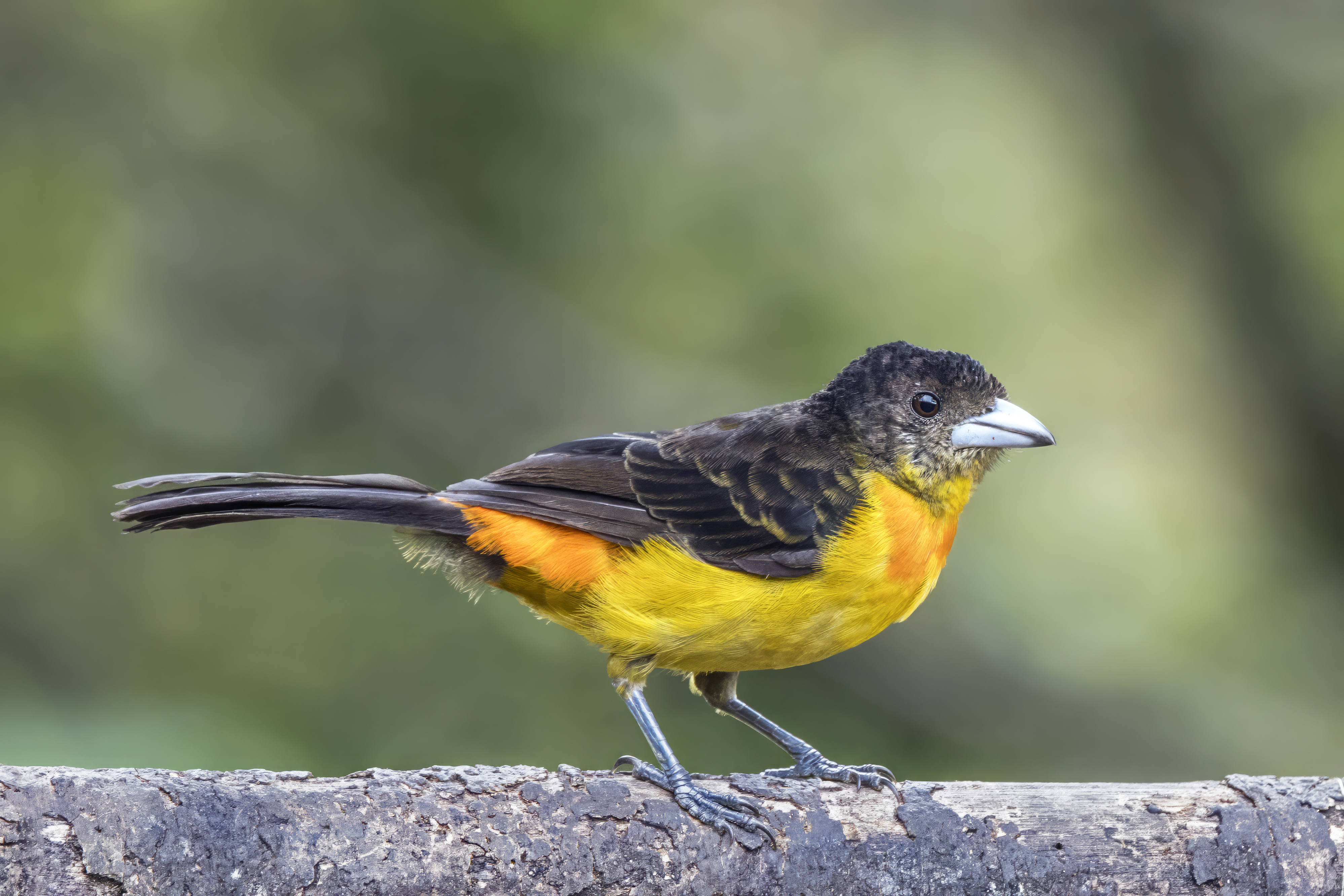
Une femelle
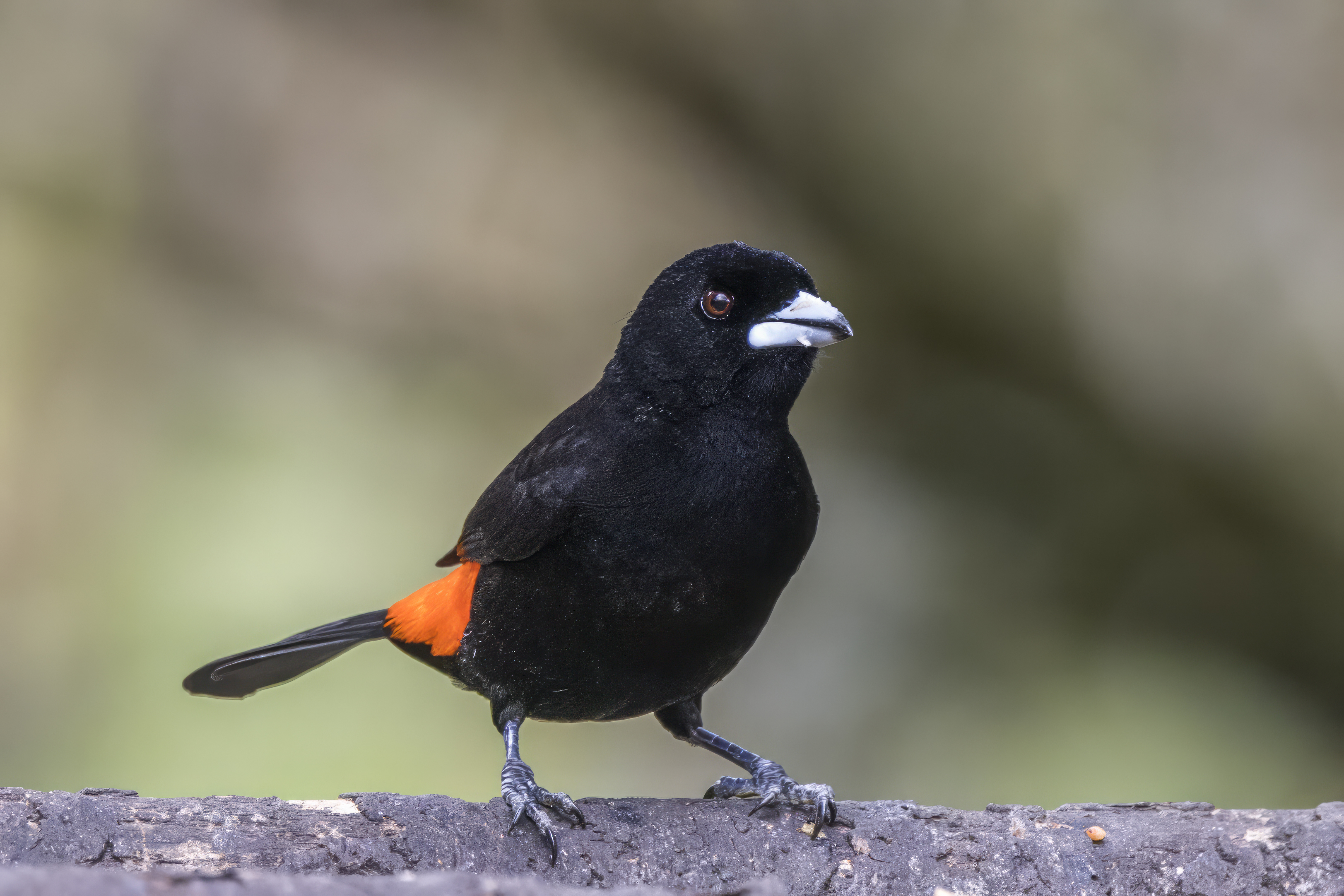
Un mâle